# Trema (singolo)
Trema è un singolo del rapper italiano Inoki, pubblicato il 13 marzo 2020 come primo estratto dal quinto album in studio Medioego.

## Descrizione
Prima uscita a seguito della firma con la Asian Fake, il brano è stato interamente prodotto da Stabber e unisce lo stile hip hop legato al movimento old school del rapper con quella di ispirazione britannica del DJ producer. La base finale scelta da Inoki è stata tra le cinque che Stabber gli ha presentato una volta incontrati in studio, scrivendo il testo in circa un'ora.

## Video musicale
Il video, diretto da Jacopo Farina, è stato reso disponibile il 19 marzo 2020 attraverso il canale YouTube del rapper.

## Tracce
1. Trema – 3:18